# Papilio sosia
Papilio sosia är en fjärilsart som beskrevs av Rothschild och Jordan 1903. Papilio sosia ingår i släktet Papilio och familjen riddarfjärilar.
Artens utbredningsområde är Tanzania. Inga underarter finns listade i Catalogue of Life.

## Bildgalleri

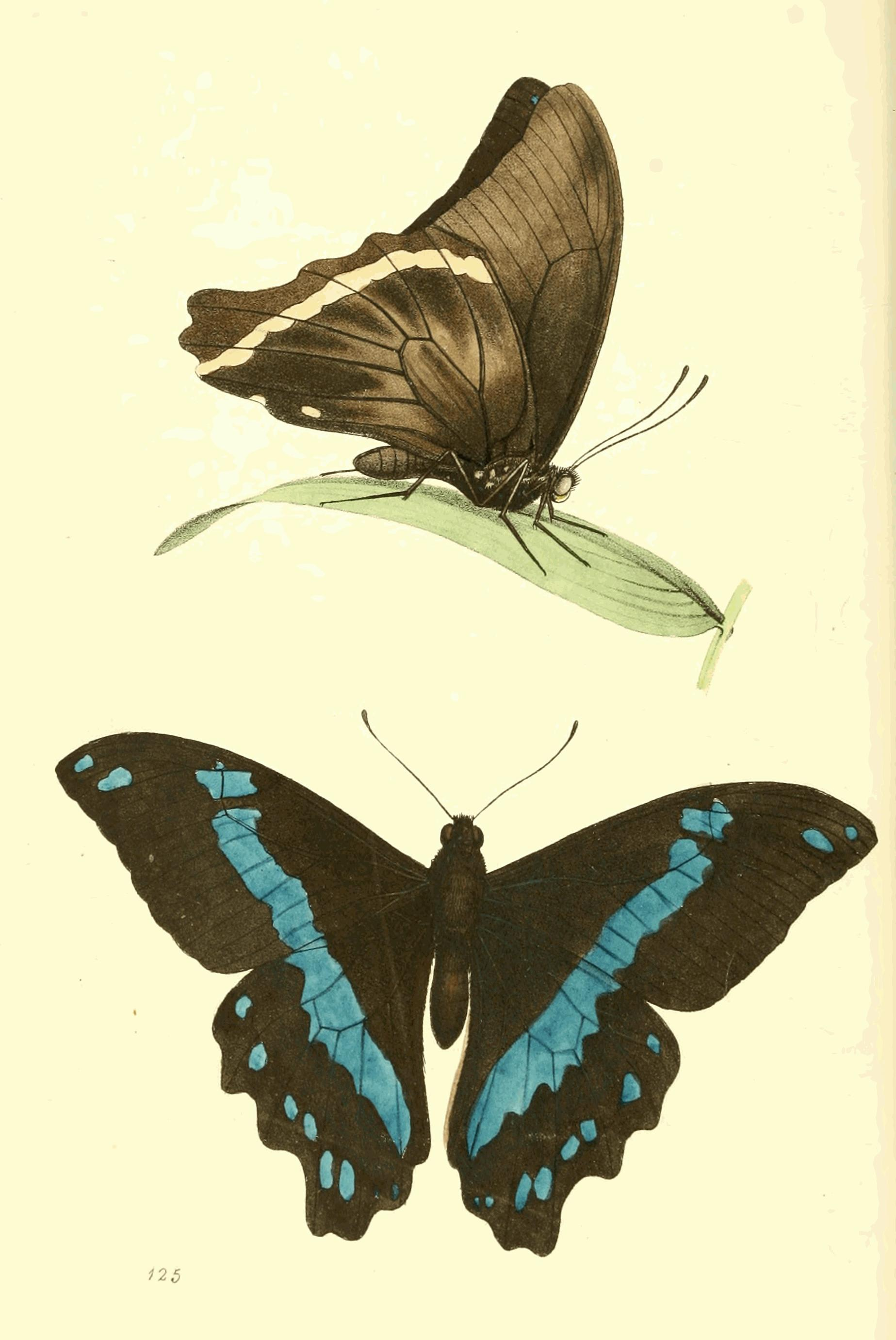